# Michel Colombe
Pour les articles homonymes, voir Colombe (homonymie).
Michel Colombe né vers 1430 dans le Berry, probablement à Bourges,, et mort à Tours avant novembre 1515 est un sculpteur français de l'école de Tours.
Actif sous les règnes de Charles VIII et Louis XII, il est le frère de l'enlumineur Jean Colombe (vers 1430-1493).

## Biographie
Michel Colombe passe sa jeunesse en Berry, où son père le sculpteur Philippe Colombe (mort en 1457), le forme et le dirige sur les chantiers de Bourges, et peut-être celui de l'hôtel de Jacques Cœur.
En 1462, Jean de Bar, chambellan du roi Louis XI et bailli de Touraine, lui commande cinq statues pour la chapelle du château de Baugy (Cher) : la Vierge, les saints André et Jacques, et les saintes Catherine et Madeleine. 
En 1474, il reçoit de Jean Briçonnet un paiement pour la réalisation d'une maquette en pierre (Jean Fouquet avait réalisé également son propre projet peint), comme projet funéraire pour Louis XI dans Notre-Dame de Cléry, mais, peu convaincu, Louis XI s'adressera en 1481 à Nicolas d'Amiens dit Colin d'Amiens (Maître de Coëtivy).
On sait que Michel Colombe était présent à Moulins en 1484 : avec Jehan de Rouen et Thévenin l'Imageur, il est chargé de confectionner des « éléphants articulés » à l'occasion de l'entrée dans la ville de la nouvelle duchesse Catherine d'Armagnac, épouse de Jean, duc de Bourbon.
En 1489, il travaille sur le projet de tombeau du roi Louis XI, dessiné par Jean Fouquet en 1484.

En 1496, il est installé à Tours, où est attribué à son atelier le revêtement mural sculpté de l'ensemble du groupe de la Mise au tombeau de l'abbaye de Solesmes.

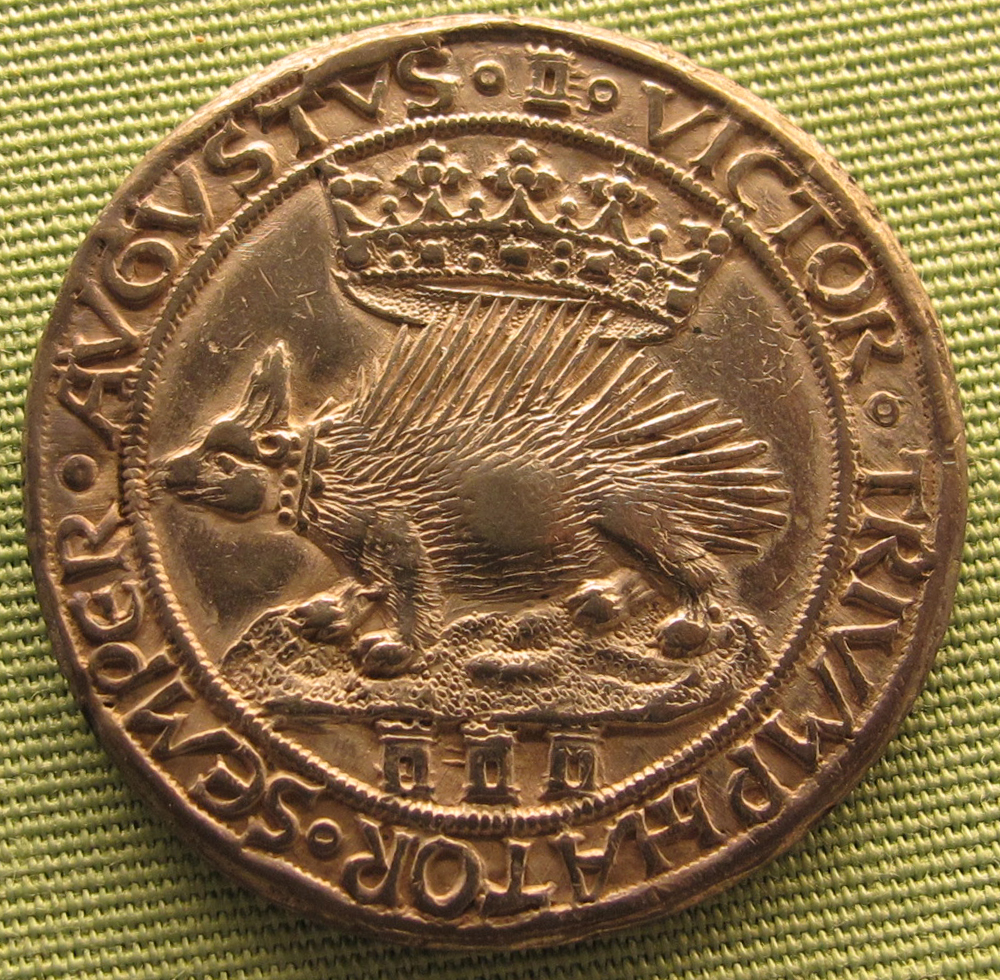
Médaille en or offerte par la ville de Tours à Louis XII lors de son entrée solennelle, le 24 novembre 1500. Recto-verso, Louis XII et un porc-épic, d'après un modèle de Michel Colombe, par l'orfèvre Jean Chapillon.

Vers 1500, il travaille pour le trésorier des rois de France Jacques de Beaune, propriétaire du château de La Carte à Ballan-Miré (Indre-et-Loire) où il réalise une Vierge à l'Enfant en terre cuite, avec une technique expérimentale pour une oeuvre de cette taille. Elle est acquise en 2022 par le musée du Louvre,.
Dans la cathédrale de Nantes, en 1506 et 1507, il réalise en albâtre l'effigie funéraire de l'évêque Guillaume Guéguen ainsi que le tombeau du duc François II de Bretagne et de Marguerite de Foix.
En 1508, dans la chapelle haute du château de Gaillon, il exécute le retable de marbre consacré à saint Georges, saint patron du commanditaire, le cardinal Georges d'Amboise ,. Ce retable est au musée du Louvre depuis 1818.
Marguerite d'Autriche (1480-1530) souhaitant lui commander le mausolée de son époux Philibert de Savoie, pour l'église Notre-Dame de Brou, Michel Colombe signe un contrat en décembre 1511 avec Jean Lemaire pour réaliser la maquette du tombeau « selon le portrait et la très belle ordonnance faite de la main de maître Jean Perréal de Paris ». Jean Lemaire écrit : « Ledit Colombe est fort ancien et pesant, c'est, à savoir, environ quatre-vingts ans, et est goutteux et maladif […] ». Marguerite d'Autriche s'inquiétant de ne rien voir arriver à Pâques 1512, Michel Colombe propose dans une lettre du 28 mai 1512 de la faire réaliser par Guillaume Regnault, son neveu. Après le départ de Jean Lemaire et Jean Perréal du projet en 1512, elle change de maître d'œuvre en octobre 1512 et fait finalement appel au peintre flamand Jan Van Roome, dit Jean de Bruxelles, pour les trois tombeaux de l'église, et à Conrad Meyt pour les gisants et transis,.
L'abbesse Antoinette de Moustiers commande à l'atelier un christ pour la chapelle du sépulcre de l'abbaye Notre-Dame de Jouarre, qu'elle a créée en décembre 1514. Ce Christ est aujourd'hui conservé dans l'église paroissiale de Jouarre.
Michel Colombe meurt avant novembre 1515 vers l'âge de 85 ans. Son neveu par alliance, élève et collaborateur Guillaume Regnault reprend l'atelier tourangeau.

## Famille
Michel Colombe est le fils de Guillemette et de Philippe Colombe, sculpteur, qui réalisa, en 1416, un tombeau à gisant pour Jean de Brosse (avec une épitaphe ajoutée après sa mort), une Vierge de Pitié, et un saint Martin, pour l'église Notre-Dame d'Huriel. Philippe Colombe était à Bourges en 1434-1435, il habitait une maison du chapitre de la cathédrale sur la paroisse Saint-Pierre-le-Puellier, où il mourut en 1457.
Il a un frère Jean Colombe (vers 1430-1493), enlumineur, et une sœur Jeanne Colombe .
Guillaume Regnault épousera successivement Louise, fille de Jean, puis Marie, fille de Jeanne.

## Hommage
Au musée du Louvre, la salle 211 porte le nom de salle Michel-Colombe, consacrée à la sculpture de la première Renaissance française.
Une rue de Nantes lui a été attribuée sur l'île de Nantes, mais a été orthographiée par erreur « rue Michel-Columb (1430-1512) ». Tout comme une rue à Tours.

## Exposition monographique
- Renaissance d'une œuvre, la Vierge à l'Enfant de Michel Colomb, Musée des Beaux-Arts, Tours, du 16 mai au 03 novembre 2025[19],[20]

Œuvres de Michel Colombe
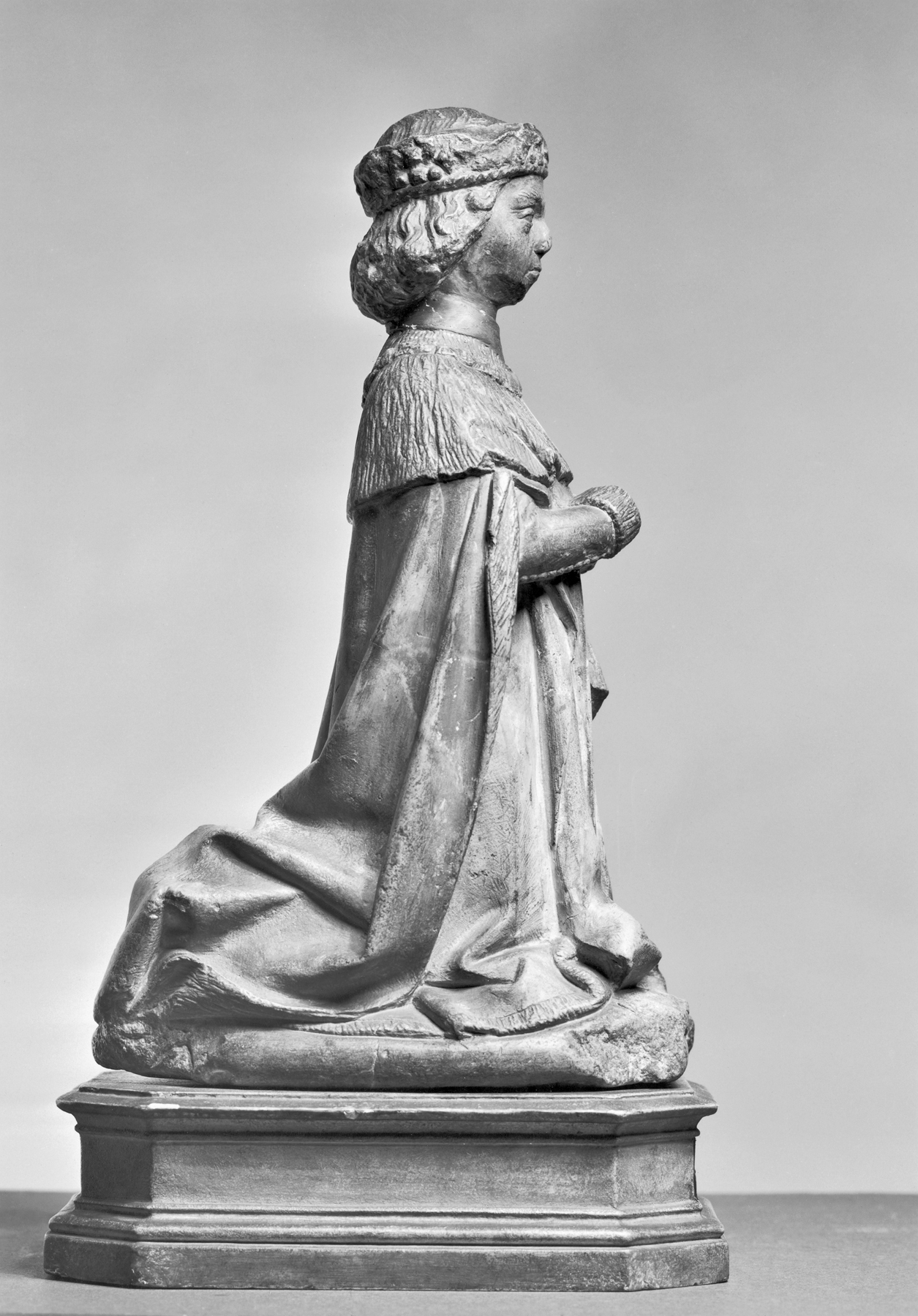
Jean II de Bourbon (1485), Sainte-Chapelle de Bourbon-l'Archambault.
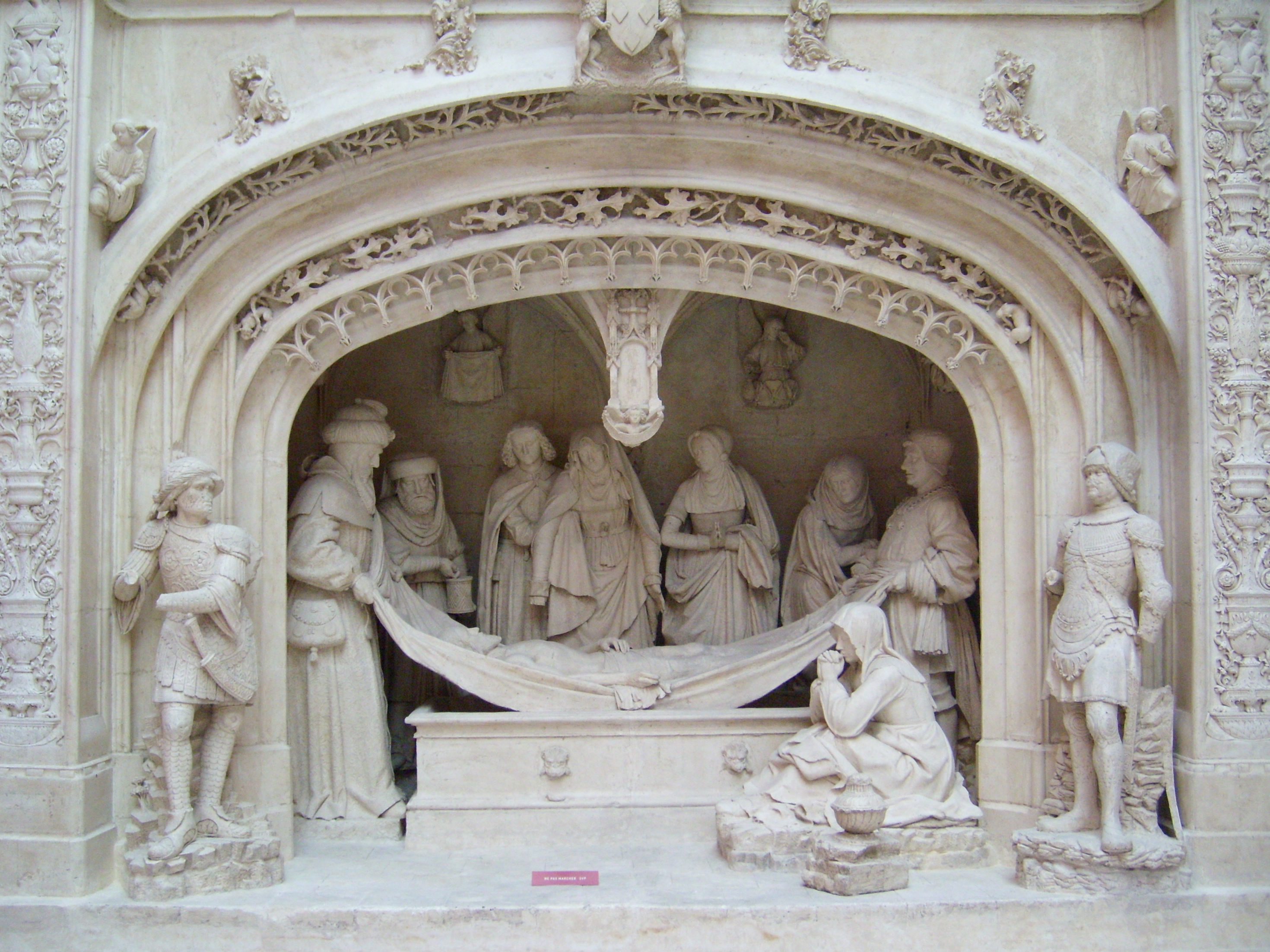
Mise au Tombeau du Christ (1496), abbaye de Solesmes.
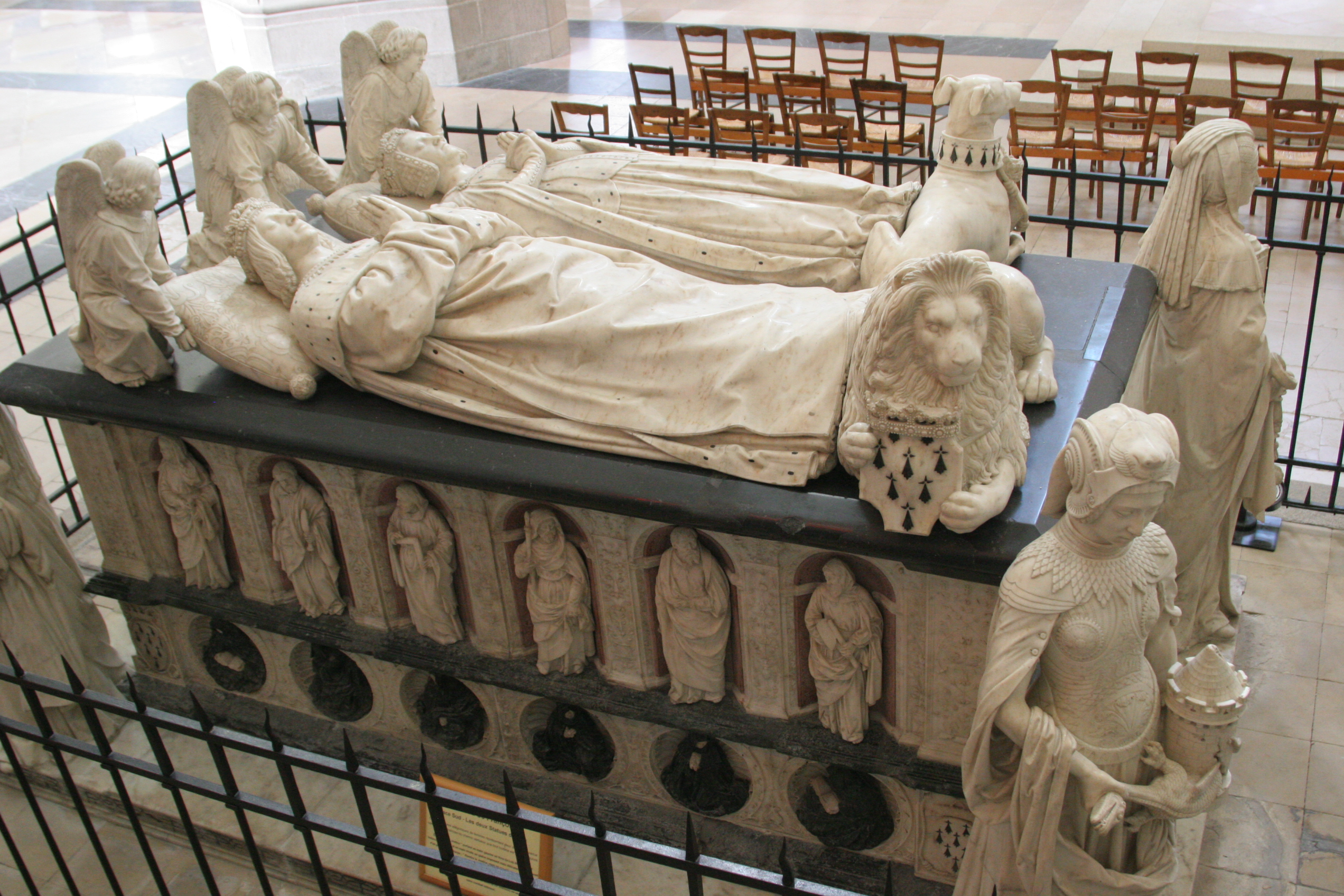
Tombeau de François II (1507), Nantes, cathédrale Saint-Pierre-et-Saint-Paul.
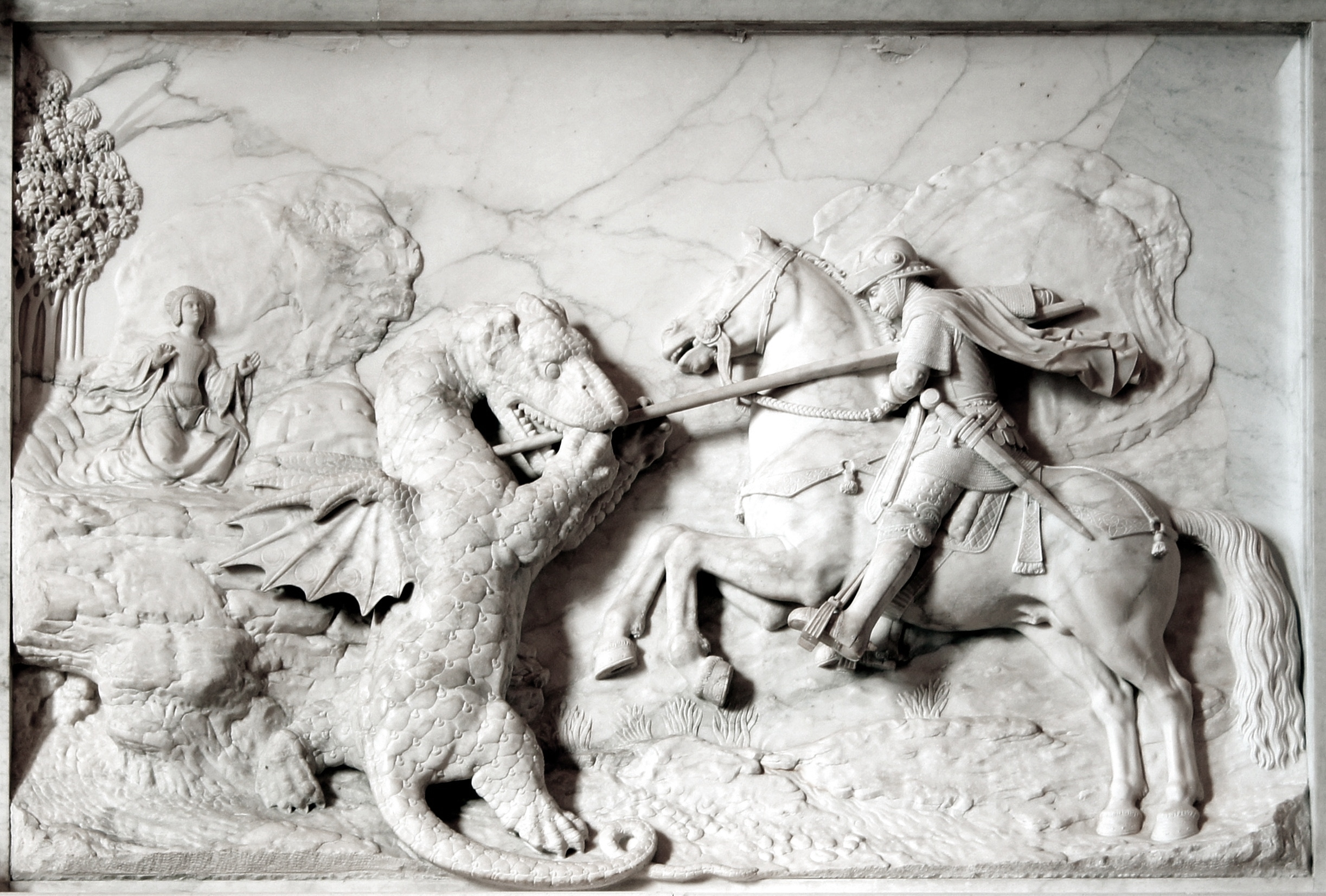
Saint Georges combattant le dragon (1509-1510), bas-relief en marbre, musée du Louvre.
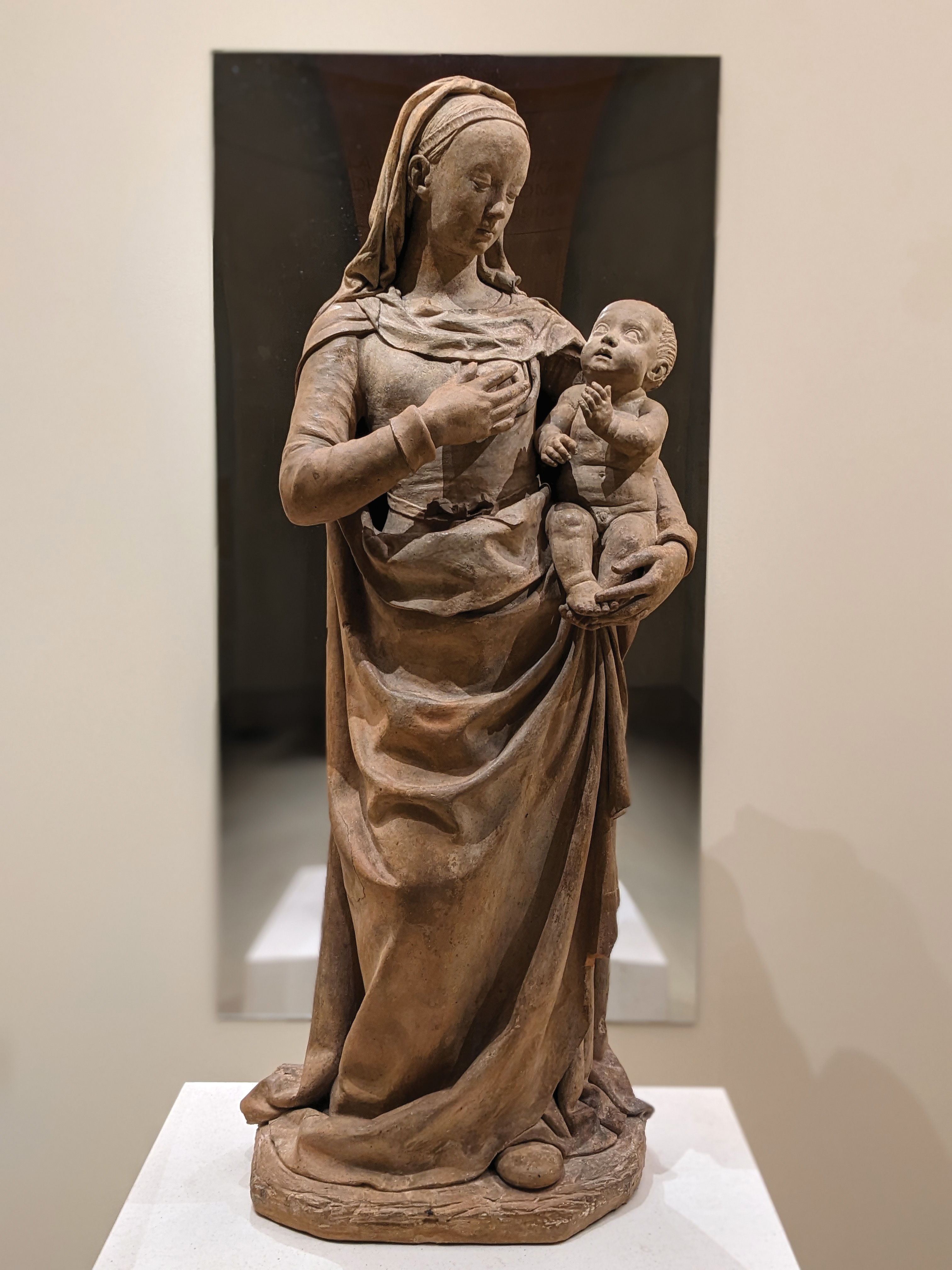
La Vierge à l'Enfant, terre cuite, vers 1500, musée du Louvre.